# Haldun Taner
İbrahim Haldun Taner (* 16. März 1915 in Istanbul; † 7. Mai 1986 ebenda) war einer der bekanntesten türkischen Schriftsteller. Er schrieb Kurzgeschichten und Erzählungen und war Dramatiker, Bühnenautor, Journalist und Hochschullehrer. Er gilt als Wegbereiter des epischen Theaters und des Kabaretts in der Türkei.

## Leben
Haldun Taners Vater war der frühere osmanische Abgeordnete und Universitätsprofessor Ahmed Selâhattin. Als Haldun fünf Jahre alt war, starb sein Vater.
Taner besuchte das Galatasaray-Gymnasium in Istanbul. Für seinen Schulbesuch konnte er eine finanzielle Unterstützung des Hıdemât-ı Vataniye Fonds erhalten. Aus diesem Fonds wurden Kinder unterstützt, deren Eltern als Soldaten, Politiker, Wissenschaftler, Geistlichen wichtige Dienste für das Land erbracht hatten. Nach Abschluss des Gymnasiums wurde Taner im Jahr 1935 mit einem staatlichen Stipendium nach Deutschland delegiert, um an der Universität Heidelberg Politikwissenschaften und Germanistik zu studieren. 1938 erkrankte er an einer schweren Tuberkulose und brach sein Studium ab. Er kehrte nach Istanbul zurück und wurde von 1938 bis 1942 im Sanatorium Erenköy behandelt. Während dieser Zeit und in den sich anschließenden Istanbuler Studienjahren begann er, Kurzgeschichten zu schreiben.
Ab 1943 studierte er an die Fakultät für Literatur der Universität Istanbul. Als erste veröffentlichte Geschichte erschien 1946 im Magazin Yedigün seine Geschichte Töhmet unter dem Pseudonym Haldun Yağcıoğlu.
1950 schloss Taner sein Studium an der Fakultät für Literatur ab. Er blieb an der Universität und arbeitete bis 1954 als Assistent am Institut für Kunstgeschichte.
1954 beendete Taner seine Tätigkeit als Assistent und ging nach Wien. Von 1955 bis 1957 studierte er an der Max Reinhardt Theaterakademie. Er nahm auch Unterricht bei Heinz Kindermann und arbeitete als Regieassistent an mehreren Wiener Theatern. 1957 kehrte er in die Türkei zurück. Er lehrte Literatur- und Kunstgeschichte am Institut für Journalismus der Universität Istanbul, an der Fakultät für Sprache und Geschichte und Geographie der Universität Ankara, an der Fakultät für Literatur der Universität Istanbul sowie am LCC Istanbul.
Zwischen 1955 und 1960 schrieb er Kolumnen unter dem Titel Devekuşuna Mektuplar (Briefe an den Vogel Strauß) für die Istanbuler Zeitung Tercüman. In den 1960er-Jahren war er vorwiegend als Autor von Theaterstücken tätig. Das Schreiben von Sonntagskolumnen nahm er im März 1974 in der Zeitung Milliyet wieder auf und setzte sie bis Mai 1986 fort.
1980 folgte er einer Einladung des Berliner Senats, um Dramaturgie und Theatergeschichte zu unterrichten. Während seines einjährigen Aufenthalts in Berlin verfasste er mehrere Artikel für Die Zeit und Merian.
Taner starb am 7. Mai 1986 an einem Herzinfarkt. Sein Grab befindet sich auf dem Küplüce Friedhof in Istanbul-Üsküdar.

## Wirken
Taner schrieb Erzählungen, Kurzgeschichten sowie Theaterstücke und Sketche für das Kabaretttheater. Er ist für seine ironischen Gesellschaftserzählungen und seine sozialkritischen Dramen bekannt.
Das Stück Der Mann des Tages, das er 1949 während seiner Assistentenzeit schrieb, wurde bereits vor einer Aufführung im Istanbuler Stadttheater verboten. Das Stück handelt von einem angesehenen Professor, der sich auf Drängen einer Partei für deren Wahlkampf engagieren soll und im politischen Alltag zerrieben wird.
1952 gab Taner gemeinsam mit Semih Tuğrul, Adnan Benk und Adli Moran eine Zeitschrift namens Küçük Dergi heraus. 1954 gründete er das Theatermagazin Oyun.
In den 1950er-Jahren zählte Taner mit Sait Faik und Orhan Kemal zu den bekanntesten türkischen Schriftstellern. Seine Erzählungen erschienen in zahlreichen Zeitschriften und Zeitungen. Dabei entwickelte Taner in seinen Kurzgeschichten einen einzigartigen und unverwechselbaren Stil. Sie stehen in der literarischen Tradition von Ahmet Midhat, Hüseyin Rahmi Gürpınar, Ahmet Rasim und Memduh Şevket Esendal.
Seit den 1960er-Jahren beeinflusste Taner maßgeblich die Entwicklung des Theatergenres sowohl in der Theorie als auch in der Praxis. 1966 veröffentlichte die Gesellschaft für türkische Sprache TDK Tiyatro Terimleri Sözlüğü, ein Wörterbuch der Theaterbegriffe, das Taner gemeinsam mit Metin And und Özdemir Nutku erstellt hatte. Mit seinen Arbeiten ermutigte er die nachfolgende Generation türkischer Bühnenautoren.
Sein Theaterstück Keşanlı Ali Destanı (Die Ballade von Ali aus Keşan) war beispielgebend für die Entwicklung des epischen Theaters in der Türkei. Dieses Stück wurde in verschiedenen Städten in der Türkei, in Deutschland, England, in der Tschechoslowakei und in Jugoslawien aufgeführt und 1964 von Atıf Yılmaz verfilmt. Seine deutsche Premiere hatte das Stück am 30. November 1980 an der Schaubühne Berlin.
Er gründete im Jahr 1967 gemeinsam mit Zeki Alasya, Metin Akpınar und Ahmet das Kabarett Devekuşu und 1969 gemeinsam mit Münir Özkul das Bizim-Theater.
In späteren Zeiten schrieb Taner Stücke, in denen er Themen aus dem Zeitgeschehen in politisch-sozialen Satiren verarbeitete. In diesen Stücken verwendete er auch Tuluat-Elemente aus dem traditionellen türkischen Improvisationstheater. Seine Werke im Bereich des epischen Theaters und Kabaretts wurden zu Klassikern des modernen türkischen Theaters.
Taner war Mitglied der UNESCO-Kulturkommission der Vereinten Nationen und gehörte zu den führenden Autoren der türkischen Literatur und des zeitgenössischen Theaters in der Türkei.

## Werke (Auswahl)
Theaterstücke
- Günün Adamı (Der Mann des Tages), 1949. Sander Yayınları, İstanbul 1949.
- Dışardakiler (Die Außenstehenden), 1952. Bilgi Yayınevi, Ankara 1990, ISBN 975-494-146-7.
- Ve Değirmen Dönerdi (Und die Mühle drehte sich), 1958
- Timsah (Krokodil), 1960
- Fazilet Eczanesi (Apotheke die Tugend), 1960. Devlet Tiyatroları Genel Müdürlüğü, Ankara 1982.
- Lütfen Dokunmayın (Bitte nicht anfassen), 1961. Bilgi Yayınevi, Ankara 1991, ISBN 975-494-230-7.
- Keşanlı Ali Destanı (Die Ballade von Ali aus Keşan), 1964. İzlem Yayınları, İstanbul 1964.
- Gözlerimi Kaparım, Vazifemi Yaparım (Ich schließe meine Augen und tue meine Arbeit), 1964. Cem Yayınevi, Ankara 1979.
- Eşeğin Gölgesi (Der Schatten des Esels), 1965. Bilgi Yayınevi, Ankara 1990, ISBN 975-494-524-1.
- Sersem Kocanın Kurnaz Karısı (Die schlaue Frau des dummen Ehemannes), 1969. Bilgi Yayınevi, Ankara 1971.
- Ayışığında Şamata. Devlet Tiyatroları Genel Müdürlüğü, İstanbul 1987.
- Vatan Kurtaran Şaban. Bilgi Yayınevi, Ankara 1989, ISBN 975-494-066-5.

Erzählungen
- Yaşasın Demokrasi (Hoch lebe die Demokratie). Ahmet Halit Kitabevi, İstanbul 1949.
- Tuş. Varlık Yayınları, İstanbul 1951.
- Şişhane'ye Yağmur Yağıyordu. Varlık Yayınları, İstanbul 1953.
- Ayışığında „Çalışkur“. Yenilik Yayınları, İstanbul 1954.
- On İkiye Bir Var (Es ist eins vor zwölf). Varlık Yayınları, İstanbul 1954.
- Konçinalar. Varlık Yayınları, İstanbul 1967.
- Sancho'nun Sabah Yürüyüşü (Sanchos Morgenspaziergang). Bilgi Yayınevi, Ankara 1969.
- Kızıl Saçlı Amazon (Rothaarige Amazone). Bilgi Yayınevi, Ankara 1983.
- Yalıda Sabah. Bilgi Yayınevi, Ankara 1983.

Essays
- Devekuşuna Mektuplar 1. Önce İnsan. Dost Yayınları, Ankara, 1960.
- Devekuşuna Mektuplar 2. Yaz Boz Tahtası. Milliyet Yayınları, İstanbul 1977.
- Hak Dostum Diye Başlayalım Söze. Milliyet Yayınları, İstanbul 1978.
- Ölürse Ten Ölür Canlar Ölesi Değil. Cem Yayınevi, İstanbul 1979.
- Yaz Boz Tahtası. Milliyet Yayınları, İstanbul 1982.
- Çok Güzelsin Gitme Dur. Bilgi Yayınevi, Ankara 1983.
- Berlin Mektupları. Bilgi Yayınevi, Ankara 1984.
- Koyma Akıl Oyma Akıl. Bilgi Yayınevi, Ankara 1985.

Reiseberichte
- Düşsem Yollara Yollara. Tekin Yayınevi, İstanbul 1979.

Auf Deutsch erschienen:
- Lachend sterben. Express-Edition, Berlin 1985, ISBN 978-3-88548-067-9.
- Die Ballade von Ali aus Keşan. Übersetzt von Cornelius Bischoff Dağyeli, Frankfurt (Main) 1985, ISBN 978-3-924320-05-8.
- Allegro ma non troppo. Erzählungen (deutsch-türkisch). Übersetzt von Yüksel Pazarkaya (Hrsg.). Sardes, Erlangen 2007, ISBN 978-3-9810419-4-1.
- Der Mann des Tages. (Günün Adamı.) Übersetzt von Patrick Bartsch. Literaturca, Frankfurt (Main) 2021, ISBN 978-3-935535-40-3.

## Auszeichnungen
- 1953: Kurzgeschichtenpreis im von der New York Herald Tribune und der Zeitung Yeni İstanbul gemeinsam organisierten internationalen Wettbewerb für Şişhane'ye Yağmur Yağıyordu
- 1955: Sait-Faik-Literaturpreis für On İkiye Bir Var
- 1972: Theaterpreis der Gesellschaft für türkische Sprache TDK für Sersem Kocanın Kurnaz Karısı
- 1983: Sedat-Simavi-Preis in der Kategorie Literatur für Yalıda Sabah[10]

## Ehrungen
Seit 1987 wird von der Zeitung Milliyet jährlich der Haldun-Taner-Preis für Kurzgeschichten verliehen.
Im Stadtteil Kadıköy befindet sich in der Nähe der Schiffsanlegestellen seit 1989 die Haldun-Taner-Bühne der Städtischen Theater Istanbuls.
Ein Denkmal für Haldun Taner steht in Kadıköy in der Moda-Mühürdar-Straße (Moda Mühürdar Caddesi). Nachdem die ursprüngliche Büste, geschaffen vom inzwischen verstorbenen Bildhauer Haluk Tezonar, im Oktober 2016 von Unbekannten zerstört worden war, wurde im Dezember eine neue Büste, die von Ümit Öztürk angefertigt wurde, aufgestellt.
Im März 2018 wurde ebenfalls in Kadıköy in der Dr.-Faruk-Ayanoğlu-Straße 10 (Dr. Faruk Ayanoğlu Caddesi No. 10) das Haldun-Taner-Museum anlässlich des Geburtstags des Schriftstellers eröffnet.